# Пембервілл (Огайо)
Пембервілл (англ. Pemberville) — селище (англ. village) в США, в окрузі Вуд штату Огайо. Населення — 1326 осіб (2020).

## Географія
Пембервілл розташований за координатами 41°24′35″ пн. ш. 83°27′30″ зх. д. / 41.40972° пн. ш. 83.45833° зх. д. (41.409774, -83.458387).  За даними Бюро перепису населення США в 2010 році селище мало площу 3,00 км², уся площа — суходіл.

## Демографія
Згідно з переписом 2010 року, у селищі мешкала 1371 особа в 532 домогосподарствах у складі 373 родин. Густота населення становила 456 осіб/км².  Було 578 помешкань (192/км²).
Расовий склад населення:
| - 94,4 % — білих - 0,2 % — азіатів - 0,1 % — корінних американців - 0,1 % — чорних або афроамериканців - 3,9 % — осіб інших рас |

До двох чи більше рас належало 1,2 %. Частка іспаномовних становила 6,6 % від усіх жителів.
За віковим діапазоном населення розподілялося таким чином: 27,1 % — особи молодші 18 років, 57,1 % — особи у віці 18—64 років, 15,8 % — особи у віці 65 років та старші. Медіана віку мешканця становила 39,6 року. На 100 осіб жіночої статі у селищі припадало 92,0 чоловіків;  на 100 жінок у віці від 18 років та старших — 91,2 чоловіків також старших 18 років.
Середній дохід на одне домашнє господарство  становив 58 775 доларів США (медіана — 50 556), а середній дохід на одну сім'ю — 67 833 долари (медіана — 63 056). Медіана доходів становила 54 722 долари для чоловіків та 39 655 доларів для жінок. За межею бідності перебувало 15,4 % осіб, у тому числі 22,0 % дітей у віці до 18 років та 1,2 % осіб у віці 65 років та старших.
Цивільне працевлаштоване населення становило 651 осіб. Основні галузі зайнятості: освіта, охорона здоров'я та соціальна допомога — 31,2 %, науковці, спеціалісти, менеджери — 12,9 %, виробництво — 12,4 %.